# Dylan Armstrong
Dylan Armstrong (Kamloops, 15 januari 1981) is een Canadese atleet, die is gespecialiseerd in het kogelstoten. Hij werd meervoudig Canadees kampioen in deze discipline. Op 29 mei 2008 verbeterde hij met een stoot van 20,92 m het Canadese record van Brad Snyder (20,86). Inmiddels heeft hij het niveau van dit record in enkele stappen verder opgekrikt tot 22,21, gestoten op 25 juni 2011. Hij nam tweemaal deel aan de Olympische Spelen.

## Biografie

### Eerste successen als junior
Voordat Armstrong zich in 2004 toelegde op het kogelstoten, deed hij aan kogelslingeren en discuswerpen. Als junior won hij bij het kogelslingeren een gouden medaille op de Pan-Amerikaanse jeugdkampioenschappen in 1999 en een zilveren medaille op de wereldkampioenschappen voor junioren in 2000. Hij heeft bij het kogelslingeren nog altijd het Noord-Amerikaanse highschool-record in handen.

### Goud op de Pan-Amerikaanse Spelen
In 2007 kwalificeerde Armstrong zich bij het kogelstoten voor de wereldkampioenschappen in Osaka. Hier wist hij door te dringen tot finale, waarin hij negende werd met een beste poging van 20,23. Datzelfde jaar won hij een gouden medaille op de Pan-Amerikaanse Spelen in Rio de Janeiro.
Op de wereldindoorkampioenschappen van 2008 in het Spaanse Valencia sneuvelde hij met 19,56 in de kwalificatieronde. Aan het begin van het outdoorseizoen liet hij echter zien in een goede vorm te steken. Bij de FBK Games op 24 mei 2008 in Hengelo werd hij bij het kogelstoten met een stoot van 20,24 derde achter de Amerikaan Christian Cantwell (1e met 20,88) en de Duitser Peter Sack (2e met 20,60). Vijf dagen later verbeterde hij in Belgrado tijdens de 3rd Artur Takac Memorial het Canadese record tot 20,92, waarmee hij zijn kandidatuur voor eremetaal in Peking onderstreepte.
Op de Olympische Spelen van 2008 in Peking kwalificeerde hij zich voor de finale. Hierin kwam hij met 20,42 slechts 2 cm te kort voor een bronzen medaille.

### Goud op de Gemenebestspelen
Een jaar later ondervond Armstrong enkele forse teleurstellingen, toen hij op de momenten dat het erop aankwam, bij lange na zijn normale niveau niet haalde. Terwijl hij in juni 2009 in eigen land nog tot 20,92 was gekomen, wist hij zich bij de WK in Berlijn niet te kwalificeren voor de finale en bleef hij met een beste stoot van 19,86 onder de 20-metergrens steken. Datzelfde overkwam hem korte tijd later bij de wereldatletiekfinale in Thessaloniki, waar hij zelfs niet verder kwam dan 19,61.    
Het bleek een dip van tijdelijke aard. Bij de WK indoor van 2010 in Doha streed Armstrong bij het kogelstoten in de finale mee voor het eremetaal, waar hij ondanks een PR-prestatie van 21,39, een nationaal record, ten slotte net naast greep. Christian Cantwell (goud met 21,83), Andrej Michnevitsj (zilver met 21,68) en Ralf Bartels (brons met 21,44) moest hij voor zich dulden, maar olympisch kampioen Tomasz Majewski, die zelf met 21,20 een Pools record stootte, bleef hij voor. In 2013 bleek, dat Michnevitsj reeds sinds 2005 vals had gespeeld vanwege dopinggebruik en na diens levenslange schorsing werd Armstrong met terugwerkende kracht alsnog de bronzen medaille toegekend.
Vervolgens slaagde Dylan Armstrong erin om, achtentwintig jaar nadat voormalig Canadees kampioen Bruno Pauletto goud had gewonnen tijdens de Gemenebestspelen van 1982, die prestatie te herhalen bij de 2010-editie van deze Spelen in New Delhi; hij werd eerste met een toernooirecord van 21,02.

### Wereldranglijstaanvoerder
In 2011 trok Armstrong de opgaande lijn van het voorgaande jaar door. In april, al vroeg in het seizoen, nestelde de Canadees zich met 21,72 aan de kop van de wereldranglijst, een positie die hij in juni verstevigde door voor het eerst in zijn carrière de 22-metergrens te overschrijden: in Calgary kwam hij tot 22,21. Het bestempelde hem tot een van de favorieten voor de eindzege op de later dat jaar plaatsvindende WK in het Zuid-Koreaanse Daegu. Daar moest de Canadees die eindzege echter laten aan de jonge, ontketende Duitser David Storl, die hem met een PR-stoot van 21,78 veertien centimeter overtroefde. 
Armstrong is aangesloten bij Kamloops Track Club.

## Titels
- Gemenebestkampioen kogelstoten - 2010
- Pan-Amerikaanse Spelen kampioen kogelstoten - 2007, 2011
- Canadees kampioen kogelstoten - 2005, 2006
- Canadees kampioen kogelslingeren - 2000, 2001, 2002
- Pan-Amerikaans jeugdkampioen kogelslingeren - 1999

## Persoonlijke records
Outdoor
| Onderdeel      | Prestatie           | Datum         | Plaats   |
| -------------- | ------------------- | ------------- | -------- |
| kogelstoten    | 22,21 m (nat. rec.) | 25 juni 2011  | Calgary  |
| discuswerpen   | 54,60 m             | 18 juli 2000  | Montreal |
| kogelslingeren | 71,51 m             | 19 april 2003 | Walnut   |

Indoor
| Onderdeel   | Prestatie           | Datum         | Plaats |
| ----------- | ------------------- | ------------- | ------ |
| kogelstoten | 21,39 m (nat. rec.) | 13 maart 2010 | Doha   |

## Palmares

### kogelstoten
- 1999:  Pan-Amerikaanse jeugdkamp. - 16,16 m
- 2001:  Jeux de la Francophonie - 17,57 m
- 2007:  Pan-Amerikaanse Spelen - 20,10 m
- 2007: 9e WK - 20,23 m
- 2008:  FBK Games - 20,24 m
- 2008:  OS - 21,04 m (na DQ Michnevitsj)
- 2008: 7e Wereldatletiekfinale - 19,30 m
- 2009: 4e FBK Games - 20,21 m
- 2009: 17e WK - 19,86 m
- 2009: 8e Wereldatletiekfinale - 19,61 m
- 2010:  WK indoor - 21,39 m (na DQ Michnevitsj)
- 2010:  Gemenebestspelen 2010 - 21,02 m
- 2011:  Pan-Amerikaanse Spelen - 21,30 m
- 2011:  WK - 21,64 m
- 2012: 5e OS - 20,93 m

Diamond League-podiumplaatsen
- 2010:  Bislett Games - 21,16 m
- 2010:  Golden Gala - 21,46 m
- 2010:  Prefontaine Classic - 21,33 m
- 2011:  Eindzege Diamond League
- 2011:  Qatar Athletic Super Grand Prix - 21,38 m
- 2011:  Golden Gala - 21,60 m
- 2011:  Prefontaine Classic - 21,60 m
- 2011:  Aviva British Grand Prix - 21,55 m
- 2011:  Herculis - 20,98 m
- 2011:  DN Galan - 21,00 m
- 2011:  Weltklasse Zürich - 21,63 m
- 2011:  Memorial Van Damme - 21,47 m (na DQ Michnevitsj)
- 2012:  Shanghai Golden Grand Prix - 20,93 m
- 2012:  Prefontaine Classic – 21,50 m
- 2012:  Bislett Games – 20,82 m
- 2012:  Meeting Areva – 20,54 m
- 2012:  London Grand Prix – 20,46 m
- 2013:  Golden Gala – 20,29 m
- 2013:  Athletissima – 20,75 m
- 2013:  Weltklasse Zürich – 21,13 m

### discuswerpen
- 1999:  Pan-Amerikaanse jeugdkamp. - 49,03 m

### kogelslingeren
- 1999:  Pan-Amerikaanse jeugdkamp. - 65,63 m
- 2000:  WJK - 67,50 m